# 海川ひとみ
海川 ひとみ（かいかわ ひとみ、1982年8月25日 - ）は、日本の元タレント、実業家。アヴィラに所属していた。愛知県名古屋市出身。

## 来歴
当初は中京テレビの「ラブリー❤︎パブリー」、「遊びに行こっ!」等を中心に、地元名古屋を拠点に活動していた。
その後、品川でスカウトされ上京し、眞鍋かをりや小倉優子と同じ事務所のアヴァンギャルドに所属した。2005年中頃からはグラビアを中心に本格的な活動を開始し、週刊ヤングマガジン、ヤングチャンピオン、週刊少年チャンピオン、週刊プレイボーイ、週刊ヤングサンデー等の表紙巻頭グラビアに登場するなど、様々な番組やドラマに出演し、ファインティング・オペラ「ハッスル」の『ハッスルマニア2006』『ハッスルマニア2007』にも出場。
2008年3月、眞鍋ほか同事務所の所属タレントたちとともにアヴィラへ移籍した。
その後、2010年3月15日、所属事務所のアヴィラより結婚および芸能界からの引退が発表された。海川本人は同日付のブログで、事務所との契約が3月末日をもって満了することを理由にしている。なお、名古屋を拠点に活動していた当時から出演し続けてきた中京テレビのミニ番組『ラブリー❤︎パブリー』に関しては、番組との契約が残っていた関係から同年7月11日放送分まで出演していた。
その後、201１年七夕に男児を出産。育児をしながらハワイで起業する。
2019年頃からは、ピラティス講師として東京都内で活動し始め、現在は東京でマシンピラティススタジオ「Lotus Flower」を2店舗経営し、ヨガ・ピラティスウェア「andar」のアンバサダーを務め、大学病院で予防医学セミナーを担当し、スコラ株式会社よりリリースされた「Wellness Life & Pilates Academy」の学長を務める等、実業家として活動している。
2021年には、オンラインピラティス全国1位（ストアカ内）を獲得し、ストアカアワード2021年主催団体賞を獲得した。

人物
- 1児の母親。Instagramで、息子は米スクールで３つスキップグレードしているトリリンガル（英語、日本語、スペイン語）と公表。
- 好きな食べ物はスタバのフラペチーノ、チョコレート、白玉クリームあずき
- 趣味はウェイクボード、温泉めぐり
- 2006年からは、当時出演していたネット配信番組の影響で株のトレーディングに興味を持ち始めている。2009年に入ってからはハワイアンキルトや料理に凝るようになる。

## メディア

### テレビ番組
- 遊びに行こっ!（テレビ愛知）
- ラブリー♥パブリー（中京テレビ） - パブリ役、パブリセカンド役、ダークパブリ役、本人役の4役を兼任。
- キッズ・ウォー　　(TBSテレビ系列中部日本放送（CBC）制作ドラマ)　三好ゆかり役　出演
- ことぶきウォーズ　(TBSテレビ系列中部日本放送（CBC）制作ドラマ)　出演
- コンビにまりあ　　(TBSテレビ系列中部日本放送（CBC）制作ドラマ)　出演
- 芸能人パチンコバトル P・リーグ（テレビ愛知
- ヒロイン誕生!（テレビ大阪）
- グラビアの美少女（MONDO21）
- シックスハンター（テレビ愛知）
- CAR Hyper（テレビ埼玉）
- モバHO! ハッピーアワー「株でHappy」（あっ!とおどろく放送局）
- P-1ゴールドラッシュ（テレビ大阪）
- 語源刑事（2006年8月11日、テレビ東京）
- ハッスル（テレビ東京、スカイパーフェクTV!）
- 九州青春銀行（RKB毎日放送）
- ウキ→ビジュ（中京テレビ）
- Goro's Bar（2008年、TBS） - 同じ事務所の眞鍋かをりや、インリン・オブ・ジョイトイとともにゲスト出演した。
- 解体新ショー（2008年5月16日、NHK総合テレビ） - 「酸っぱい顔の秘密」VTRに出演。
- DOORS 2008（2008年9月21日、TBS）

### ラジオ番組
- ゴチャ・まぜっ!木曜日（2007年4月12日 - 2008年4月10日、MBSラジオ）
- ゴチャ・まぜっ!水曜日（2008年4月9日 - 10月1日、MBSラジオ）

### CM
- マルちゃん黒い豚カレーうどん、マルちゃんまろやか鶏カレーうどん（2006年、東洋水産）
- バイク買取専門店 バイク王（2007年、アイケイコーポレーション） - パブリに扮して出演。
- 雪見だいふく（2007年、ロッテ） - 小倉優子、リア・ディゾンと共演。
- DS:Styleシリーズ（2008年、スクウェア・エニックス） - 『地球の歩き方DS』ほか7種類のCMに出演。
- 雀ナビ四人麻雀オンライン（2010年、ウィンライト） - パブリに扮して出演。

### 雑誌
- 週刊アスキー連載「パソコンが好きだ!!」（2007年 - 2008年、アスキー）

### 舞台
- 演劇チーム渋谷ハチ公前 第3回公演「暴虐な転び方」（2008年10月1日 - 10月5日、劇場：笹塚ファクトリー） - 主演。

### 携帯サイト
- アイドルがイッパイ（ドワンゴ・スターゲートネットワーク）

### その他
- 遊技機用情報端末 BiGMOガール（ダイコク電機）

## バイオグラフィ

### 写真集
- 瞳うるる（2006年10月6日、撮影：佐藤裕之、竹書房、ISBN 978-4-8124-2914-3）
- cutie H 〜 キューティーH （2008年2月2日、撮影：西條 彰仁、晋遊舎、ISBN 978-4883807291）

### CD-R写真集
- 海川ひとみ（デジタル出版）
- 海川ひとみ2（デジタル出版）
- 海川ひとみ3（デジタル出版）
- 海川ひとみ4（デジタル出版）

### DVD
- VENUS EYES -女神の瞳-（2005年8月20日、トリコロール）
- So Cute!（2005年11月25日、フォーサイド・ドット・コム）
- みつめて…（2006年1月25日、GPミュージアムソフト）
- Sea（2006年4月21日、ジェネオンエンタテインメント）
- pure girl（2006年5月25日、フォーサイド・ドット・コム）
- 瞳うるる（2006年10月6日、竹書房）
- ラブリー☆サマー（2007年5月20日、ラインコミュニケーションズ）
- 瞳にキスして（2007年10月26日、フォーサイド・ドット・コム）
- キューティーH（2008年2月23日、晋遊舎）
- ひとみにハッスル（2008年5月23日、イーネット・フロンティア）
- ONE（2008年8月22日、スパイスビジュアル）
- ひとみん（2008年11月25日、エアーコントロール）

オムニバスDVD
- 3EARTH（2006年1月25日、ジェネオンエンタテインメント） - 山口愛実、荒川愛との共演作。
- 九州青春銀行 ゆうこりんのキツイロケがしたい! 自衛隊体験入隊（2007年12月19日、TBSサービス）
- アバンギャルズ!（2008年7月25日、竹書房） - 眞鍋かをり、藤崎奈々子、小倉優子ほかとの共演作。
- グラドル千本ノック 巨乳軍VS美乳軍（2008年10月24日、ジェネオンエンタテインメント） - 浜田翔子、喜屋武ちあきほかとの共演作。

### 音楽CD
- 海☆川☆学☆園 〜Hey Hey パラダイス〜（2007年11月21日、フォーサイド・ドット・コム）